# Les Champions (groupe)
 (février 2023).
La mise en forme du texte ne suit pas les recommandations de Wikipédia : il faut le « wikifier ».
Les points d'amélioration suivants sont les cas les plus fréquents. Le détail des points à revoir est peut-être précisé sur la page de discussion.
- Les titres sont pré-formatés par le logiciel. Ils ne sont ni en capitales, ni en gras.
- Le texte ne doit pas être écrit en capitales (les noms de famille non plus), ni en gras, ni en italique, ni en « petit »…
- Le gras n'est utilisé que pour surligner le titre de l'article dans l'introduction, une seule fois.
- L'italique est rarement utilisé : mots en langue étrangère, titres d'œuvres, noms de bateaux, etc.
- Les citations ne sont pas en italique mais en corps de texte normal. Elles sont entourées par des guillemets français : « et ».
- Les listes à puces sont à éviter, des paragraphes rédigés étant largement préférés. Les tableaux sont à réserver à la présentation de données structurées (résultats, etc.).
- Les appels de note de bas de page (petits chiffres en exposant, introduits par l'outil «  Source ») sont à placer entre la fin de phrase et le point final[comme ça].
- Les liens internes (vers d'autres articles de Wikipédia) sont à choisir avec parcimonie. Créez des liens vers des articles approfondissant le sujet. Les termes génériques sans rapport avec le sujet sont à éviter, ainsi que les répétitions de liens vers un même terme.
- Les liens externes sont à placer uniquement dans une section « Liens externes », à la fin de l'article. Ces liens sont à choisir avec parcimonie suivant les règles définies. Si un lien sert de source à l'article, son insertion dans le texte est à faire par les notes de bas de page.
- La présentation des références doit suivre les conventions bibliographiques. Il est recommandé d'utiliser les modèles {{Ouvrage}}, {{Chapitre}}, {{Article}}, {{Lien web}} et/ou {{Bibliographie}}. Le mode d'édition visuel peut mettre en forme automatiquement les références.
- Insérer une infobox (cadre d'informations à droite) n'est pas obligatoire pour parachever la mise en page.

Pour une aide détaillée, merci de consulter Aide:Wikification.
Si vous pensez que ces points ont été résolus, vous pouvez retirer ce bandeau et améliorer la mise en forme d'un autre article.
Pour les articles homonymes, voir Les Champions.
Les Champions était un groupe de rock français, originaire de Paris. Il fut populaire dans la première moitié des années 1960.

## Biographie
Le groupe est formé par Eddie Barclay et lancé à l'automne 1961, pour gêner Les Chats Sauvages qui montaient très haut dans les hits parades avec leurs succès, par rapport aux Chaussettes Noires qui avaient été le premier groupe français.
L'ensemble des musiciens composant la formation, avait malgré leur jeune âge, un très bon bagage technique instrumental, la plupart maîtrisant l'harmonie et le solfège. Leurs interprétations, sur leurs premiers titres de classiques du rock 'n' roll, démontrait une parfaite assimilation du son « rock ». Malgré tout cela, Eddie Barclay n'arrivera pas à obtenir le déclin des Chats Sauvages en engageant leur batteur Willy Lewis...pour former Les Champions.
Par la suite, dans leur formule instrumentale, - élu meilleur groupe instrumental Français - équipé de matériels Gibson Guitar Corporation, leur son se rapproche des grands ensembles instrumentaux du moment, comme The Shadows, et des anciens The Surfaris et The Ventures.
Il était formé à l'origine de :
- Jean-Claude Chane, (Jean-Claude Champon) chant
- Claude Ciari, guitare solo
- Alain Santamaria, guitare rythmique
- Benoît Kaufman, guitare basse
- Willy Lewis, batterie  -  débauché des "Chats Sauvages" par Eddie Barclay pour les affaiblir.

Ce dernier quitte le groupe après leur premier 45 t, - le Rock du Bagne - et sera remplacé par Yvon Ouazana. 
Fin 1962, malgré leur qualités musicales, le succès par rapport aux autres groupes se fait attendre. Jean-Claude Chane quitte la formation. Les Champions poursuivent en 1963 leur carrière comme groupe instrumental et d'accompagnement. Ils ont notamment accompagné en tournées Vince Taylor et sur disques Danyel Gérard (Je et America courant 1963). Leurs titres de gloire sont d'avoir accompagné des rockeurs américains Chuck Berry sur la grande scène de la fête de l'Humanité et Gene Vincent notamment lors de son passage au Théâtre de l'Étoile à Paris en Octobre 1962.
Claude Ciari quitte le groupe début 1964 pour des divergences avec Benoît Kaufman et entame une carrière solo en jouant des instrumentaux, qu'il poursuivra jusqu'au Japon où il s'y installera et sera remplacé par Jean-Louis Licart † (ex-Les Pirates).  Le groupe, comme des autres groupes français de l'époque, (Les Lionceaux), ou Les Chaussettes Noires, adoptera une formule vocale en Combo, suivant ainsi la mode venue d'Angleterre. 
Yvon Ouazana, après le premier disque vocal en Combo (musique) sorti au printemps 1964, quitte à son tour la formation pour rejoindre l'orchestre de Claude François. Le groupe poursuit sa carrière jusqu'à la fin de l'année 1964. 
Il est alors composé de :
- Tony Harvey (ex-Play-Boys de Vince Taylor) à la guitare solo et au chant,
- Alain Santamaria à la guitare rythmique et au chant,
- Benoit Kaufman à la basse et au chant,
- André Ceccarelli (ex-Chats Sauvages) à la batterie.

En 1965, Dick Rivers intègre dans son orchestre, dirigé par Jean Tosan le saxophoniste de Johnny Hallyday, quelques survivants de la dernière mouture du groupe :
- Benoît Kaufman, Tony Harvey, ainsi qu'André Ceccarelli épisodiquement.

L'orchestre en tournée, parfois renommé « Les Champions » ; ainsi, par exemple le 11 septembre 1965, ils se produisent en Belgique à Braine-L'Alleud, au Ciné-Kursaal  en tant que « Dick Rivers et sa célèbre formation « Les Champions » ». 
Ils sont équipés et jouent sur des guitares et amplificateurs Gibson Guitar Corporation. 
Claude Ciari sera sur la « photo du siècle »regroupant 46 vedettes françaises de l'époque en avril 1966.
Le 20 juin 2004 à l'Olympia de Paris, lors du concert « les Pionniers du Rock Français - Le retour ! », Les Champions se reforment, dans leur formation presque originelle, avec Claude Ciari et son fils, avec Alain Santamaria aux guitares et Willy Lewis à la batterie.

### Vidéo
"Dymanite" version française, avec Jean-Claude Chane au chant, sur scène dans une émission de télévision...(Son très mauvais) archive INA.

## Discographie
- Avec Jean Claude Chane
- 1961 : Sa grande passion / Le Rock du bagne / Dynamite / J'aime le twist (EP)
- 1962 : Bye bye mon Amour / Ne me dis pas non / Ya-ya twist / Ne plus me passer du twist (EP)
- 1962 : Petit Gonzalès / Pardonne-moi / Le coup du charme / Mon cœur n'a plus que toi (EP)
- 1962 : Ma mélodie / J'aime j'aime j'aime / Si j'avais un bateau / C'est toujours la même histoire (EP)
- 1962 : Vénus en blue-jeans / Fire / Let's Dance / Tous les deux (EP)

- Avec Willy Lewis
- 1962 : Sur un marché persan / Qu'est-ce que tu paries / Hallali twist / Jusqu'à toujours (EP)
- 1962 : Galoping twist / Tempête sur Hawaï / La cumparsita / Blue star (EP)

- Instrumental
- 1963 : Poupée brisée / Loin / Barcarolle / Rupture à cinq temps (EP)
- 1963 : T. Shirt / Colorado / Le Pas du dindon / Galaxie (EP)
- 1963 : La Longue marche / 1 647 m GO / 1 293 m GO / Rendez-vous au Golf Drouot (EP)
- 1963 : Poupée brisée / L'Idole des jeunes / Rupture à cinq temps / Barcarolle / Loin / Les Cavaliers du ciel / Les Mercenaires / Lavender Blue / L'Infini au soleil / Le Train (LP)
- 1964 : Cruel Sea / Avec des si / Martian Hop / If I Had Hammer (EP)

- En Combo
- 1964 : Les revenants / Sacrée fille / Toi l'orgueilleux / Tu n'as jamais le temps (EP)
- 1964 : Des filles comme ça / Si tu m'avais dit / Je comprends bien / Pourtant je t'aime (EP)

- Compilations en CD